# 827 Wolfiana
827 Wolfiana eller A916 QG är en asteroid i huvudbältet, som upptäcktes den 29 augusti 1916 av den österrikiske astronomen Johann Palisa. Asteroiden namngavs senare efter den tyske astronomen Max Wolf.
Den tillhör asteroidgruppen Flora.
Wolfianas senaste periheliepassage skedde den 26 februari 2023.[Uppdatering behövs] Dess rotationstid har beräknats till 4,07 timmar.